# Sergio Carreira
Sergio Carreira Vilariño (Vigo, 13 ottobre 2000) è un calciatore spagnolo, difensore del Celta Vigo.

## Carriera

### Club
Cresciuto nel settore giovanile del Celta Vigo, debutta in prima squadra il 19 dicembre 2019, in occasione dell'incontro di Coppa del Re vinto per 0-2 contro il Peña Azagresa. Il 17 ottobre 2020 ha esordito nella Liga, disputando l'incontro perso per 0-2 contro l'Atlético Madrid. Sigla la sua prima rete in campionato una settimana dopo, nell'incontro pareggiato per 1-1 contro il Levante. Il 20 luglio 2021, prolunga il suo contratto fino al 2025 e viene ceduto in prestito al Mirandés, in seconda divisione. Il 6 agosto 2022 passa in prestito al Villarreal B, neopromosso in seconda divisione.

### Nazionale
Nel 2021 ha esordito con la nazionale spagnola Under-21.

## Statistiche

### Presenze e reti nei club
Statistiche aggiornate al 22 novembre 2022.
| Stagione            | Squadra             | Campionato          | Campionato | Campionato | Coppe nazionali | Coppe nazionali | Coppe nazionali | Coppe continentali | Coppe continentali | Coppe continentali | Altre coppe | Altre coppe | Altre coppe | Totale | Totale |
| Stagione            | Squadra             | Comp                | Pres       | Reti       | Comp            | Pres            | Reti            | Comp               | Pres               | Reti               | Comp        | Pres        | Reti        | Pres   | Reti   |
| ------------------- | ------------------- | ------------------- | ---------- | ---------- | --------------- | --------------- | --------------- | ------------------ | ------------------ | ------------------ | ----------- | ----------- | ----------- | ------ | ------ |
| 2018-2019           | Celta Vigo B        | SDB                 | 14+2       | 0          |                 | -               | -               |                    | -                  | -                  |             | -           | -           | 16     | 0      |
| 2019-2020           | Celta Vigo B        | SDB                 | 25         | 0          |                 | -               | -               |                    | -                  | -                  |             | -           | -           | 25     | 0      |
| 2020-2021           | Celta Vigo B        | SDB                 | 12+7       | 0          |                 | -               | -               |                    | -                  | -                  |             | -           | -           | 19     | 0      |
| Totale Celta Vigo B | Totale Celta Vigo B | Totale Celta Vigo B | 51+9       | 0          |                 | -               | -               |                    | -                  | -                  |             | -           | -           | 60     | 0      |
| 2019-2020           | Celta Vigo          | PD                  | 0          | 0          | CR              | 1               | 0               |                    | -                  | -                  |             | -           | -           | 1      | 0      |
| 2020-2021           | Celta Vigo          | PD                  | 3          | 1          | CR              | 2               | 0               |                    | -                  | -                  |             | -           | -           | 5      | 1      |
| Totale Celta Vigo   | Totale Celta Vigo   | Totale Celta Vigo   | 3          | 1          |                 | 3               | 0               |                    | -                  | -                  |             | -           | -           | 6      | 1      |
| 2021-2022           | Mirandés            | SD                  | 38         | 1          | CR              | 2               | 0               |                    | -                  | -                  |             | -           | -           | 40     | 1      |
| 2022-2023           | Villarreal B        | SD                  | 9          | 0          |                 | -               | -               |                    | -                  | -                  |             | -           | -           | 9      | 0      |
| Totale carriera     | Totale carriera     | Totale carriera     | 110        | 2          |                 | 5               | 0               |                    | -                  | -                  |             | -           | -           | 115    | 2      |